# Експрес-тести на антиген COVID-19

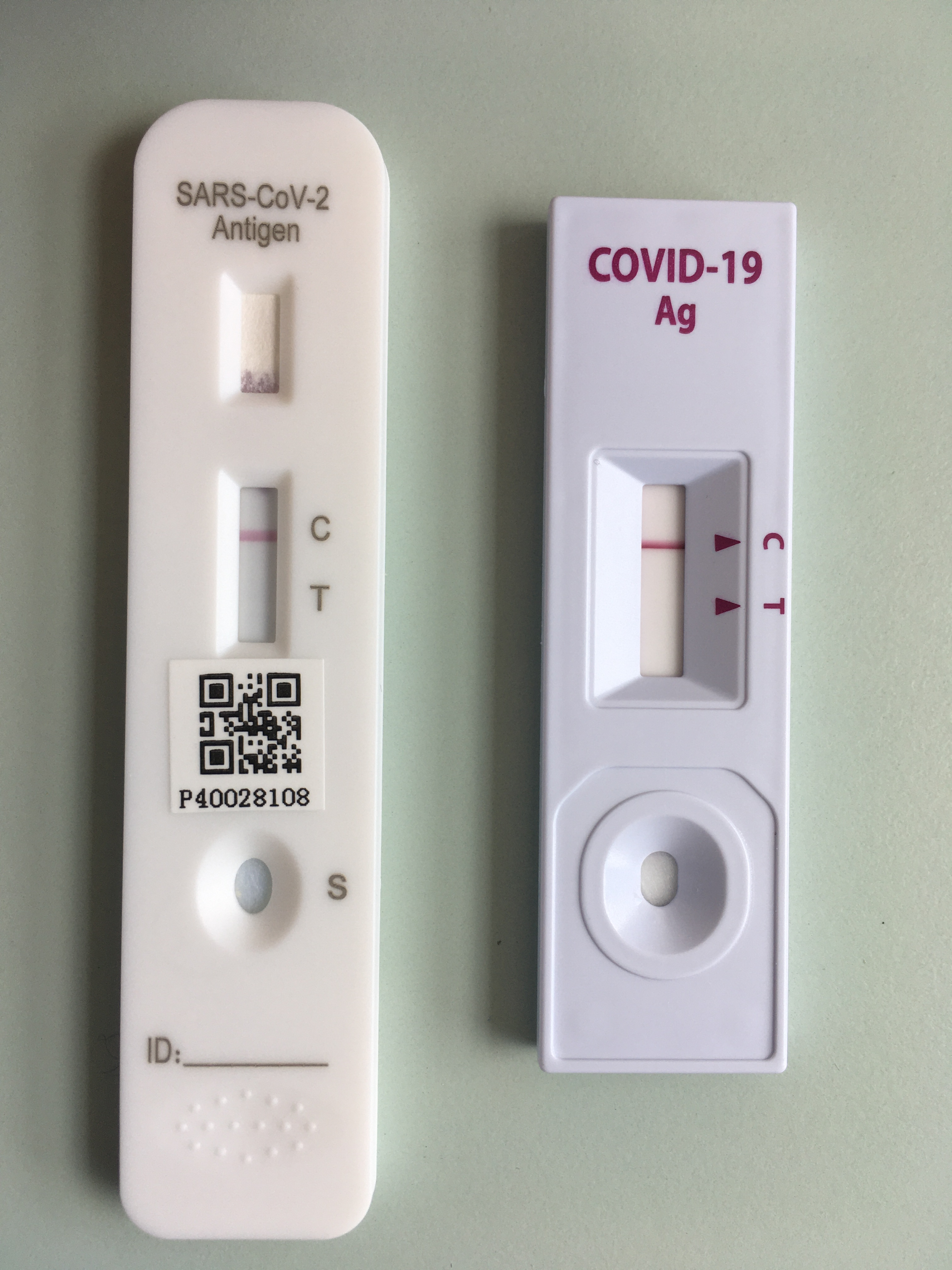
Експрес-тести на антиген COVID-19

Швидкі тести на антиген COVID-19 (також називають тестами бічного потоку COVID-19) — тести, що реалізуються з мінімальним навчанням, пропонують значні переваги у витратах, коштують лише частку інших форм тестування на COVID-19 і дають користувачам результат протягом 5–30 хвилин. Однак вони мають високий коефіцієнт хибнонегативних результатів. Швидкі антигенові тести використовуються в кількох країнах як частина масових випробувань або підходів загальнонаціонального скринінгу. Вважається, що вони цінні для виявлення осіб, які мають безсимптомний перебіг і потенційно можуть поширити вірус на інших людей, які в іншому випадку не знали б, що вони інфіковані. Це відрізняється від інших форм тестування на COVID-19, таких як ПЛР, які, як правило, вважаються корисним тестом для симптоматичних осіб, оскільки вони мають більш високу чутливість і можуть більш точно ідентифікувати випадки.

## Історія розвитку технології швидкого тестування на COVID-19
Швидкі тести на COVID-19 стали результатом значних інвестицій у рамках спірної програми Сполученого Королівства Moonshot-програми на суму 100 мільярдів фунтів стерлінгів для систематичної оцінки, розробки та впровадження нових технологій тестування на COVID-19. Швидкі тести спочатку проходили в рамках цього методу систематичної оцінки поряд з багатьма іншими передбачуваними технологіями тестування на COVID-19, такими як Lamp, Lampore, ПЛР точок догляду, мас-спектрометрія та об'єднання зразків. Однак, як тривало оцінювання, швидкі тести стали найуспішнішою формою тестування на COVID-19 в рамках цієї програми на доповнення до існуючого тестування ПЛР.

## Міжнародне керівництво щодо використання та розвитку технології швидких тестів на COVID-19
Ранні наукові обґрунтування потенційної користі швидких випробувань та глобального напрямку розвитку технології швидких випробувань були підсилені тимчасовими вказівками ВООЗ, які відзначали потенційні переваги. У доповіді зазначається, що експрес -тести було набагато легше впровадити, і вони мали вигідну вартість. ВООЗ рекомендувала їх використовувати для спалахів, для раннього виявлення випадків та моніторингу тенденцій захворювання. Пізніше та після швидко зростаючого обсягу досліджень ця рекомендація була розширена Європейською Комісією. Європейська Комісія рекомендувала використовувати технологію експрес-тестування для загальнонаціонального скринінгу, де частка позитивності тесту висока або дуже висока. До січня 2021 року Європейська Комісія погодилася зміцнити свої позиції, виступаючи за набагато ширше використання експрес-тестів, зазначивши, що «якщо дослідження доводять, що швидкі тести на антигени можуть проводити самі випробувані …. самоперевірка з професійним керівництвом або без нього» можна також розглянути ".

## Початкові дослідження
Одне з остаточних досліджень для швидких тестів було завершено Англійською громадською охороною, Оксфордським університетом та Манчестерським університетом і розпочато професором Річардом Боді та доктором Леннардом Лі. Дослідження Falcon-C19, яке було розпочато протягом трьох днів 17 вересня. Першого пацієнта завербували на автостоянці стадіону Манчестер Сіті Етіхад у новому дослідницькому центрі з тестування на COVID-19. Дослідження швидко поширилося на 14 громадських дослідницьких сайтів у Сполученому Королівстві. Дослідження закрилося 23 жовтня, пройшовши 878 осіб. Дослідження було одним з найшвидших у країні для дослідження британських досліджень COVID-19. Дослідження надало остаточні докази того, що пристрої швидкого тестування змогли отримати високі позитивні результати з високою точністю. Загалом у цьому дослідженні було перевірено 4 експрес -тести, включаючи Innova та Orientgene, з використанням зразків мазків від людей із симптоматичним та безсимптомним захворюванням.
Приблизно після випуску проміжного аналізу цього британського дослідження, США підтвердили, що 100 мільйонів експрес -тестів будуть придбані в компанії Abbott і доставлені по всій країні, щоб розпочати аналогічні американські дослідження на додаток до досліджень, розпочатих Оксфордським університетом.

## Дослідження оцінки у всьому світі
2 листопада Словаччина стала першою країною у світі, яка розпочала масові випробування по всій країні за допомогою експрес-тестів. П'ять мільйонів експрес -тестів було проведено 60 000 співробітниками, які використовували тест на антиген SD Biosensor і проводили мазки населення. Це призвело до того, що Європейська Комісія рекомендувала використовувати експрес-тести як частину загальнонаціонального скринінгу. Два дослідження, опубліковані на початку 2021 року, одне — професором Мартіном Каханеком із Центральноєвропейського університету та його співавторами та інше — Мартіном Павелкою з Лондонської школи гігієни та тропічної медицини та його командою, свідчать про те, що наслідки осінньої хвилі швидкої маси антигену тестування у Словаччині допомогло придушити пандемію в країні, хоча згідно з попереднім дослідженням вплив масових випробувань на пандемію був тимчасовим і почав розсіюватися приблизно через два тижні.
Сполучене Королівство продовжило свою поточну програму розробки швидких тестів за допомогою експрес-тесту Innova, що зростало з терміновістю у міру зростання кількості випадків COVID-19 по всій Європі. 6 листопада прем'єр-міністр Борис Джонсон розпочав загальноміський перегляд Ліверпуля в рамках прискореної оцінки технологій. Подальше розширення пілотних випробувань швидких випробувань також було розпочато для багатьох секторів, де раніше тестування не проводилося. Серед них були студенти університетів, які особливо постраждали від спалахів. Спочатку це розпочалося в Даремському університеті, який мав інфраструктуру та досвід для управління програмою експрес-тестування, але розширив більшість університетів Великої Британії та дозволив національному плану евакуації доставити студентів додому до Різдва безпечно. Також у Національній службі охорони здоров'я були проведені швидкі тести для зменшення можливої передачі пацієнтам, місцевим органам влади та будинкам догляду, щоб дозволити відвідувати мешканців. 18 листопада Уельс завершив перше випробування всього району в Мертір-Тідфіл. У цей час також було проведено тестування у школах США для учнів із симптомами та в португальських будинках та школах.
Глобальні зусилля щодо посилення оцінок швидких тестів були ініційовані Департаментом з надзвичайних ситуацій Всесвітньої організації охорони здоров'я (ВООЗ), який 10 листопада розпочав масштабний проєкт із впровадження швидких діагностичних тестів за сприяння угоди Фонду Білла та Мелінди Гейтс, що обмежило витрати на Країни з низьким та середнім рівнем доходу.
Австрія розпочала масові випробування по всій країні 5 грудня і замовила сім мільйонів тестів, що складаються з тесту SD Biosensor та Siemens Clinitest (він же Orientgene).
До середини грудня було проведено багато досліджень, які підтверджували ефективність та успішність використання експрес-тестів для ідентифікації осіб із COVID-19, включаючи дослідження в Нідерландах, Сполученому Королівстві та США. Усі ці дослідження дозволили швидким тестам увійти до стандартних національних стратегій тестування на COVID-19. Глобальне пілотування швидких тестів стало загальним місцем у школах Канади, туристичних центрах Індонезії та Індії.

## Занепокоєння щодо використання
Багато людей висловлюють побоювання, що точність експрес-тестів не настільки хороша, як існуюча форма ПЛР для тестування на COVID-19. Дані, оприлюднені на загальноміському екрані Сполученого Королівства у Ліверпулі, ілюструють, що армійські оператори тесту дійсно досягли результатів випробувань підготовлених лабораторії, слідом за іншими пілотами в Індії. Це викликало незначні проблеми в науково-психологічному співтоваристві, де дискутували про те, чи можуть швидкі тести призвести до хибного заспокоєння та зміни поведінки. Однак зрушення в думках щодо використання експрес -тестів було підтверджено після публікації з США. Професор Майкл Міна висловив теорію, що експрес -тести все ще будуть корисними, оскільки вони виявляють інфекційних осіб, а потенційні переваги спостерігаються від повторного експрес -тестування та отримання результату набагато швидше, ніж від інших форм тестування. Головний клінічний лікар Сполученого Королівства, доктор Сьюзен Хопкінс, також зазначила, що експрес -тести дають можливість знайти «людей, яких … ми не могли знайти інакше».
Відзначивши можливість більш швидкого виявлення випадків та враховуючи подальшу ескалацію випадків у Європі, Європейська комісія зібралася 11 грудня та розробила загальну європейську основу для «використання, перевірки та взаємного визнання експрес -тестів», взявши на себе 100 мільйонів євро придбання тестів у Roche та Abbott. Стелла Кіріакідес, уповноважений з питань охорони здоров'я та безпеки харчових продуктів, сказала: «Швидкі тести на антиген пропонують нам швидкість, надійність та швидку реакцію на ізоляцію випадків COVID. Це має вирішальне значення для уповільнення поширення пандемії».
Інші люди висловлювали занепокоєння щодо повільного розповсюдження та розгортання експрес -тестів та потенційної загибелі людей, що могла статися в результаті. Академічна група з Канади зазначила, що половину смертей у будинках догляду на початку пандемії можна було запобігти за допомогою швидких тестів.

## Світовий нормативний дозвіл на використання для тестування на COVID-19
Після успіху численних досліджень у всьому світі з аналізу експрес -тестів із серпня 2020 року, експрес -тести були схвалені регулюючими органами по всьому світу як частина стратегії використання тестування як «нового підходу до боротьби з пандемією». 16 грудня FDA стала першим органом, який схвалив експрес -тест Abbott. Подальші дозволи були надані для домашнього тестування Ellume на COVID-19.
Експрес -тести також були схвалені Канадським управлінням охорони здоров'я з їхнім радником, професором Девідом Джанктером, який зазначив, що «найкращі експрес -тести дуже точні для виявлення заразних людей», а спеціаліст з інфекційних хвороб Жан Лонгтін зазначив: "Це дозволить нам рухатися швидше, ніж вірус, і знайти контакти людини за годину -дві, замість того, щоб чекати 24 години ".
MHRA Сполученого Королівства підтвердило схвалення експрес-тесту Innova для тестування для самостійного використання 23 грудня. Після чіткого глобального успіху цього глобального розвитку швидких тестів, сер Джон Белл, професор медицини Регіус з Оксфордського університету, сказав: "Швидкі тести були центральною частиною хорошого захисту від коронавірусу, оскільки вони були швидкими, дешевими та доступними для повторного використання".

## Швидкі тести як «повернення до нормального стану»
Іспанія стала першою країною, яка застосувала швидкі тести для полегшення повернення до нормального стану, оскільки швидкі тести були широко доступні в аптеках, а безкоштовний музичний концерт, який відбувся в Барселоні для осіб, які пройшли експрес-тест. Подібний підхід був застосований в Албанії для організації музичних фестивалів. Однак багато експертів не були впевнені у цьому підході, вважаючи, що «швидкі тести не є рішенням для відновлення нормального життя», але їх можна використовувати в поєднанні з іншими життєво важливими заходами профілактики інфекцій, такими як носіння відповідних засобів індивідуального захисту, регулярне миття рук та соціальне дистанціювання, щоб люди мали такий життєво важливий час з тими, кого вони люблять, допомагаючи їм бути у безпеці.

## Нові штами COVID-19
22 грудня 2020 року у Сполученому Королівстві був виявлений новий, більш інфекційний штам SARS-CoV-2, VOC-202012/01. Штам швидко поширився по всьому світу. З широким поширенням у всьому світі цієї форми тестування на COVID-19 виникла побоювання, що цей варіант зробить швидке тестування застарілим. У рамках прискореної британської технологічної оцінки бічного потоку, протягом 24 годин лабораторії громадського здоров'я Англії змогли підтвердити швидкі випробування у глобальному розвитку, і вони змогли ідентифікувати новий варіант. Це пояснювалося тим, що швидкий тест, як правило, націлений на білок нуклеокапсиду, а не на білок -шип. Нещодавно були виявлені деякі штами, які впливають на чутливість деяких швидких тестів до 1000 разів. На щастя, частота цих нуклеокапсидних мутацій (зокрема D399N) все ще відносно низька у всьому світі — ~ 0,02 %.

## Гуманітарне використання для експрес -тестів
На додаток до звичайного використання громадою, швидкі тести також використовувалися як частина гуманітарних зусиль під час пандемії. Після повені в Джакарті в Індонезії 2 грудня в притулках від повені були доступні швидкі випробування. Крім того, після закриття національних кордонів у Європі після надзвичайної ситуації нового британського штаму перед Різдвом майже 6000 водіїв вантажних автомобілів були застрягли без їжі, фактично припинивши доставку різдвяних продуктів. Французькі пожежники впродовж 24 годин провели швидкі випробування на Ла -Манші. Швидкі тести дозволили вантажним автомобілям вирушити в дорогу та завершити доставлення та повернутися до своїх сімей на Різдво, продемонструвавши потенційну глобальну користь від легко здійсненного тесту на COVID-19. Медики без кордонів рішуче схвалили використання швидких тестів у країнах з нижчим і середнім рівнем доходу, відзначивши, що «тести на антиген COVID-19 можуть дати швидкі та дієві результати, забезпечуючи своєчасну ідентифікацію людей, інфікованих вірусом на рівні громади».

## Америка та експрес -тести
Спочатку інвестувавши значні кошти у розвиток технологій швидких випробувань разом зі Сполученим Королівством, подальша оцінка швидких тестів у рамках підходів масового тестування в США зупинилася внаслідок тупику, який склав близько 900 мільярдів доларів допомоги у зв'язку з COVID-19, що міститься у Зведеному звіті 2020 року. Закон про асигнування, 2021 р. Законопроєкт критикували за те, що він не передбачає спеціальних обмежень щодо інвестицій у швидкі тести як економічно вигідну та ефективну форму загальнонаціонального тестування. Вчені з США, такі як професор Майкл Міна з Гарвардського університету, відзначили, що тести були «дуже потужним доповненням до всього іншого, що люди вже роблять», і що «домашні тести на COVID-19 можуть знизити рівень зараження». Цю точку зору підкріпив професор Вільям А. Хезелтін, також з Гарварду, у статті у журналі Forbes, в якій пропонується «швидке самостійне тестування може зупинити постійно зростаючий приплив хвороб і смертей», а також стаття професора Енні Горобець з гори Сінай, Нью-Йорк пропонує «Дешеві масові випробування є життєво важливими для перемоги пандемії» з огляду на «надзвичайну ситуацію з дуже заразним і швидко розповсюджуваним штамом В117 у Великій Британії та подібним штамом з Південної Африки». Тим не менш, швидкі домашні тести на COVID-19 були загальнодоступні для людей у січні 2021 року після попереднього схвалення FDA.
Ці тести були відшкодовані медичним страхуванням США для людей з симптомами COVID-19 або тих, хто мав тісний контакт з інфікованою людиною або з кимось із симптомами. У статті у Washington Post було запропоновано, що максимальна користь від швидких тестів у США може бути не реалізована, доки «федеральний уряд не покриє тестування на безсимптомних людей, оскільки передача цих людей є такою величезною частиною спалаху», оскільки тестування цих людей не було покривається медичним страхуванням. Після обрання нового президента у січні 2021 року США почали знову розпочинати інвестування у швидкісні випробування технологій з публікацією указів президента.

## Глобальна ринкова вартість
Після широкого поширення швидких тестів у всьому світі, швидкі тести мають ринкову вартість 15 мільярдів доларів, однак очікується, що ринок припиниться з 2024 року через вакцинацію населення планети до кінця 2023 року. У США ринок для експрес-тестів було 3,9 млрд доларів США з темпами зростання> 20 % у лікарнях, клініках, Азіатсько-Тихоокеанському регіоні, а також як тести для кінцевих споживачів. Аналітики міжнародного ринку прогнозують, що виробники експрес -тестів будуть стикатися з постійно зростаючими вимогами, оскільки все більше людей і країн починають використовувати експрес -тести для виявлення осіб з легкими симптомами. Ряд коментаторів та науковців з США висловлювали занепокоєння щодо того, чи зможе глобальна виробнича мережа задовольнити світовий попит та виготовити сотні мільйонів тестів, які будуть потрібні для частих швидких випробувань.